# Japan Women's Open 2017
Japan Women's Open 2017 (також відомий під назвою Hashimoto Sogyo Japan Women's Open 2017 за назвою спонсора) — жіночий тенісний турнір, що проходив на відкритих кортах з твердим покриттям. Це був дев'ятий за ліком Japan Women's Open. Належав до категорії International у рамках Туру WTA 2017. Відбувся в Ariake Coliseum у Токіо (Японія). Тривав з 11 до 17 вересня 2017 року.

## Нарахування очок
| Дисципліна       | П   | Ф   | ПФ  | ЧФ | 1/8 | 1/16 | Q   | Q3  | Q2  | Q1  |
| Одиночний розряд | 280 | 180 | 110 | 60 | 30  | 1    | 18  | 14  | 10  | 1   |
| Парний розряд    | 280 | 180 | 110 | 60 | 1   | Н/Д  | Н/Д | Н/Д | Н/Д | Н/Д |

### Призові гроші
| Дисципліна       | П       | F       | ПФ      | ЧФ     | 1/8    | 1/161  | Q      | Q2   | Q1   |
| Одиночний розряд | $43,000 | $21,400 | $11,300 | $5,900 | $3,310 | $2,925 | $1,005 | $730 | $530 |
| Парний розряд2   | $12,300 | $6,400  | $3,435  | $1,820 | $960   | Н/Д    | Н/Д    | Н/Д  | Н/Д  |

1 Кваліфаєри отримують і призові гроші 1/16 фіналу

2 На пару

## Учасниці основної сітки в одиночному розряді

### Сіяні пари
| Країна    | Гравчиня            | Рейтинг1 | Сіяна |
| --------- | ------------------- | -------- | ----- |
| Франція   | Крістіна Младенович | 13       | 1     |
| КНР       | Ч Шуай              | 26       | 2     |
| Бельгія   | Елісе Мертенс       | 39       | 3     |
| Чехія     | Крістина Плішкова   | 41       | 4     |
| Австралія | Саманта Стосур      | 44       | 5     |
| Японія    | Наомі Осака         | 45       | 6     |
| США       | Алісон Ріск         | 49       | 7     |
| Казахстан | Юлія Путінцева      | 50       | 8     |

- Рейтинг подано станом на 28 серпня 2017

### Інші учасниці
Нижче наведено учасниць, які отримали вайлдкард на участь в основній сітці:
- Кіміко Дате
- Крістіна Младенович
- Крістина Плішкова

Учасниця, що потрапила в основну сітку завдяки захищеному рентингові:
- Еґуті Міса

Нижче наведено гравчинь, які пробились в основну сітку через стадію кваліфікації:
- Заріна Діяс
- Яна Фетт
- Мію Като
- Данка Ковінич

### Відмовились від участі
До початку турніру
- Лорен Девіс → її замінила  Яна Чепелова
- Магдалена Рибарикова → її замінила  Сара Соррібес Тормо
- Катерина Сінякова → її замінила  Курумі Нара
- Наталія Віхлянцева → її замінила  Рішель Гогеркамп
- Донна Векич → її замінила  Хань Сіньюнь
- Маркета Вондроушова → її замінила  Олександра Соснович
- Чжен Сайсай → її замінила  Сє Шувей

## Учасниці основної сітки в парному розряді

### Сіяні пари
| Країна  | Гравчиня        | Країна   | Гравчиня           | Рейтинг1 | Сіяна |
| ------- | --------------- | -------- | ------------------ | -------- | ----- |
| Японія  | Ніномія Макото  | Чехія    | Рената Ворачова    | 70       | 1     |
| Японія  | Ері Нодзумі     | Японія   | Мію Като           | 78       | 2     |
| Україна | Людмила Кіченок | Словенія | Катарина Среботнік | 82       | 3     |
| Японія  | Аояма Сюко      | КНР      | Ян Чжаосюань       | 86       | 4     |

- 1 Рейтинг подано станом на 28 серпня 2017

### Інші учасниці
Нижче наведено пари, які отримали вайлдкард на участь в основній сітці:
- Чжуан Цзяжун /  Місакі Дой
- Хаясі Еріна /  Момоко Коборі

## Переможниці та фіналістки

### Одиночний розряд
- Заріна Діяс —  Мію Като, 6–2, 7–5

### Парний розряд
- Аояма Сюко /  Ян Чжаосюань —  Монік Адамчак /  Сторм Сендерз, 6–0, 2–6, [10–5]